# Chengjiao (socken i Kina, Henan, lat 34,07, long 111,07)
Chengjiao (kinesiska: 城郊, 城郊乡) är en socken i Kina. Den ligger i provinsen Henan, i den centrala delen av landet, omkring 250 kilometer väster om provinshuvudstaden Zhengzhou.
Genomsnittlig årsnederbörd är 715 millimeter. Den regnigaste månaden är juli, med i genomsnitt 138 mm nederbörd, och den torraste är januari, med 3 mm nederbörd.